# Margaritifer Terra
Margaritifer Terra est une vaste région martienne de terrains anciens et fortement cratérisés.
Elle se trouve à l'« embouchure » de Valles Marineris, entre Xanthe Terra (à l'ouest), Noachis Terra (au sud), Arabia Terra (à l'est) et Chryse Planitia (au nord). Elle est centrée par 4,15° S, 335° E, juste au sud de l'équateur Martien et couvre 2600 km dans sa plus grande largeur. C'est une zone composée de nombreux terrains chaotiques, canaux d'écoulement, et de plaines alluviales. Ces formations sont les signes d'anciennes crues. Des formes d'érosion par le vent ont aussi été mis en évidence. Une région au sein de Margaritifer Terra montre quelques-unes des plus fortes densités de réseaux de vallées sur la planète. Ares Vallis est un autre lieu remarquable, possédant de nombreuses marques d'ancienne activité aquatique. Cette dernière fut le site d’atterrissage de la sonde soviétique Mars 6 et de la mission Mars Pathfinder de la NASA .
Deux cratères de Margaritifer Terra, Holden et Eberswalde, sont considérés comme étant d'anciens lacs car ils contiennent des deltas et présentent des traces de minéraux de fer/magnésium smectites qui ont besoin d'eau pour leur formation .
Son nom viendrait du nom latin de la côte des pêcheurs de perles[réf. souhaitée].